# پل شانه‌گیر
پل شانه‌گیر (انگلیسی: Paul Comstive; ۲۵ نوامبر ۱۹۶۱ – ۲۹ دسامبر ۲۰۱۳) بازیکن فوتبال اهل بریتانیا بود.
از باشگاه‌هایی که در آن بازی کرده‌است می‌توان به باشگاه فوتبال بلکبرن روورز، باشگاه فوتبال مورکم، باشگاه فوتبال بولتون واندررز، باشگاه فوتبال چورلی، باشگاه فوتبال روچدیل، باشگاه فوتبال ساوتپورت، باشگاه فوتبال برنلی، باشگاه فوتبال ویگان اتلتیک، و باشگاه فوتبال ورکسام اشاره کرد.